# Job Getcha
Job Getcha eller Job av Telmessos (världsligt namn: Ihor Wladimir Getcha; ukrainska: Ігор Володимирич Геча)  född i Montréal i Kanada den 31 januari 1974 är en tidigare ortodox ärkebiskop i Parisexarkatet, med Telmessos som titulärstift. Han har ukrainsk härkomst. Getcha var exarkatets biskop, placerad i Paris, från 2013 till 2015. 
Getcha studerade först i Kanada, och läste sedan ortodox teologi vid Saint-Serge i Paris. Han tog masterexamen i ortodox teologi 1996, avlade munklöften och blev vigd till diakon samma år. Han doktorerade i teologi vid Saint-Serge och Institute Catholique i Paris 2003, och blev vigd till präst samma år av ärkebiskop Gabriel av Komana. 2012 blev han docent.
Han har varit verksam som präst samt som lärare i liturgivetenskap, kyrkohistoria, dogmatik och kyrkorätt i Paris, Fribourg (Schweiz), Chambésey och Kiev.
Han vigdes till titulärbiskop av Telmessos den 30 november 2013 i Istanbul. Hans intronisation som exark i Paris firades den 5-6 december samma år.
Det ekumeniska patriarkatets heliga synod beslöt den 28 november 2015 att förflytta ärkebiskop Job från sin post som ärkebiskop för Parisexarkatet för att istället bli Ekumeniska patriarkatets nye representant vid Kyrkornas världsråd.